# 아불 카짐 바부르 이븐 바이순쿠르
아불 카짐 바부르 이븐 바이순쿠르 (1422년 - 1457년) 은 티무르 왕조의 일원으로, 1449년부터 죽을 때까지 호라산을 다스렸다. 보통 바부르 미르자, 아불 카짐 바부르 또는 바부르 이븐 바이순쿠르라 불린다. 그는 바이순쿠르의 아들, 즉 샤 루흐의 손자이다.
바부르는 샤 루흐 사후 촉발된 계승 정쟁에 참여한 티무르 가문의 수 많은 왕자들 중 한명이다. 그는 할릴 술탄 (티무르의 현손玄孫으로, 티무르의 손자 할릴 술탄과 다른 사람이다.)과 함께 다른 왕자들이 이끄는 군대들의 보급선을 약탈했다. 그 뒤 그는 할릴과 결별하고 호라산에서 자신의 길을 찾고자 했다. (1448년) 그때 울루그 베그가 알라 알다울라에게서 헤라트를 빼앗기 위해 호라산을 침공했다. 울루그 베그는 타르납에서 알라 알다울라를 격파하고 마슈하드를 점령했다. 그러는 동시에 아들 압드 알라티프를 헤라트로 보내 그 곳을 점령했다. 알라 알다울라는 남서 아프가니스탄으로 도망쳤다. 그러나 울루그 베그는 본래 지배하던 트란스옥시아나로 퇴각했고, 곧 호라산에 대한 영향력을 상실했다. 바부르는 퇴각 중이던 울루그 베그의 군대를 습격해 막대한 피해를 입혔다.
이후 호라산은 진공상태가 되었고, 이를 이용해 바부르는 재빨리 호라산을 장악했다. 1449년 마슈하드와 헤라트가 그의 손에 들어갔다. 가끔 알라 알다울라가 그의 영역을 약탈하기는 했으나 그리 중요한 일은 아니었다. 이제 바부르는 울루그 베그, 술탄 무함마드 (중앙 페르시아를 지배함.) 와 어깨를 나란히하는 티무르 왕조에서 가장 강한 군주가 되었다. 이 절묘한 권력 구도는 술탄 무함마드가 호라산을 침공하는 바람에 망가졌다. 1450년 3월, 무함마드가 마슈하드에서 바부르를 격파함으로 전쟁은 그에게 불리하게 돌아가는 듯 했다. 무함마드의 군대가 호라산을 휩쓸었고, 결국 바부르는 그에게 영토의 일부를 양도할 수 밖에 없었다. 하지만 바부르는 곧 영토를 탈환했고 이 과정에서 술탄 무함마드를 생포했다. 술탄 무함마드는 곧 처형되었고 바부르는 무함마드의 영토였던 시라즈로 진군했다.
이 때 갑자기 흑양조의 자한 샤가 티무르 왕조에 대한 충성을 거두었다. 그는 빠른 속도로 진군해 콤과 사바를 포위했다. 바부르가 이에 대항해 군대를 일으켰으나, 흑양조 군대의 숫자가 그의 군대보다 많은데다가 알라 알딘이 그의 부재를 이용해 영토를 공격한 탓에 싸우지도 않고 철군했다. 1452년, 이 시점에서 티무르 왕조는 아바르쿠를 제외한 페르시아 거의 대부분을 상실했으며, 그나마도 1453년 흑양조가 점령했다. 이 후 몇 번인가 티무르 왕조는 라이를 탈환하려고 했지만, 티무르 왕조는 결코 페르시아로 돌아오지 못 했다.
1454년 바부르는 아부 사이드가 다스리는 트란스옥시아나를 침공했다. 이는 아부 사이드가 이전에 발흐를 포위한데 대한 앙갚음이었다. 바부르는 사마르칸드를 포위했으나, 아부 사이드와 협상을 한 뒤 철군했다. 두 사람은 서로의 영토기 아무다리야강이 경계임을 합의했다. 이는 1457년에 바부르가 죽을 때까지 지켜졌다. 그가 죽은 뒤에는 그의 아들 샤 마흐무드가 그의 뒤를 이었다.

## 참고 서적
- Peter Jackson, 『The Cambridge History of Iran, Volume Six: The Timurid and Safavid Periods』, 1986, ISBN 0-521-20094-6
- Yuri Bregel, 『An Historical Atlas of Central Asia』, Brill Academic Publishers, 2003, ISBN 978-90-04-12321-2
- 르네 그루쎄, 『유라시아 유목제국사』 (김호동, 유원수, 정재훈 옮김), 사계절, 1998, ISBN 978-89-7196-506-1

| 전임 울루그 베그 | 티무르 왕조, 헤라트의 지배자 1449년 - 1457년 | 후임 샤 마흐무드 |